# Swami
Swami – tytuł honorowy w hinduizmie.
Najczęściej nadawany niektórym mnichom na znak przynależności do zakonu. Tytuł swami najczęściej odnosi się do ascetów zrzeszonych w daśanamisampradaja.

## Etymologia
Słowo swami pochodzi z sanskrytu. Oznacza osobę, która potrafi „kontrolować zmysły”, tzn. panować nad naturalną chęcią doznawania przyjemności. Użyty przed nazwiskiem jest bliski świeckiemu znaczeniu pan czy sir. W znaczeniu tytułu dla osoby duchownej pojawia się również po jej imieniu duchowym.

## Klasyfikacja znaczeń
1. W wisznuizmie tytuł swami nadawany jest jako uznanie wiedzy i niezłomności postawy wiernej zasadom religijnym.
2. Sannjasinom tytuł ten przyznawany jest formalnie po wyświęceniu w jednej z dziesięciu tradycji swamich (Dasanami):
  - Aranja
  - Wana
  - Giri
  - Parwata
  - Sagara
  - Tirtha
  - Aśrama
  - Bharati „ten kto jest kochankiem wiedzy” – według Swami Rama;
  - Puri
  - Saraswati

Jedno z wymienionych oznaczeń tradycji, tej do której przynależy konkretna osoba, dołączane jest zwykle po jej duchowym imieniu nadanym podczas święceń (np. Swami Śri Jukteswar Giri, Swami Rama Bharati).

## Kontrowersje przynależności do tradycji Śankary
Tytuł swamiego aspirant może otrzymać jedynie od osoby będącej już swamim. Ceremonia (diksza) przyjęcia w poczet członków zakonu swami nosi nazwę bidisa.
Tytuł swamiego otrzymało wielu niehindusów, wstępując w szeregi zakonne tradycji Śankaraćarji. Choć ktoś jest swamim, hinduistycznym mnichem, nie musi równocześnie być joginem.
Szczególnie podszedł do zagadnienia Osho, nadając go swoim uczniom, wraz z imieniem duchowym, podczas przyjmowania do wspólnoty praktykujących (wymagano noszenia szat swamiego i mali).
W południowych stanach Indii jest to forma stosowana również wobec:
1. świętych i guru nieprzynależących do żadnej z dziesięciu tradycji swamich Daśanami (np. Sathya Sai Baba, Swami Premananda);
2. odzianych w czarne szaty (najczęściej młodych wiekiem) pielgrzymów.